# Гончаров, Андрей Михайлович
Андрей Михайлович Гончаров (род. 4 июня 1966, Смоленск, РСФСР, СССР) — российский военный учёный. Начальник Главного управления научно-исследовательской деятельности и технологического сопровождения передовых технологий (инновационных исследований) Министерства обороны Российской Федерации с 2019 года, генерал-майор (2016). Доктор военных наук. Действительный член Академии военных наук, профессор.

## Биография
Родился 4 июня 1966 года в г. Смоленске.
В 1988 году окончил Смоленское высшее зенитное ракетное инженерное училище. Службу на командных должностях от начальника расчёта до командира батареи зенитного ракетного полка проходил в Центральной группе войск (Чехословакия) и Приволжско-Уральском военном округе.
После окончания в 1997 году Военной академии ПВО Сухопутных войск ВС РФ (г. Смоленск) служил на должностях начальника штаба — заместителя командира зенитного ракетного полка мотострелковой дивизии, начальника противовоздушной обороны мотострелкового соединения Ленинградского военного округа.
Завершив обучение в адъюнктуре Военной академии ПВО Сухопутных войск ВС РФ в 2001 году, занимался преподавательской и научной деятельностью в Военном университете войсковой ПВО ВС РФ, а с 2005 по 2009 годы — в Военной академии войсковой ПВО ВС РФ. За это время прошёл должности от преподавателя до профессора, завершив обучение в очной докторантуре.
В период с 2005 по 2006 гг. и в 2018 г. выполнял специальные задачи на территории африканского континента и на Ближнем Востоке.
В 2009 году с должности начальника Научно-исследовательского центра Академии назначен начальником кафедры Оперативного искусства и тактики Военно-космической академии имени А. Ф. Можайского.
С 2014 по 2019 годы проходил службу в должности заместителя начальника Военной академии воздушно-космической обороны имени Маршала Г. К. Жукова по учебной и научной работе.
С 16 февраля 2019 года — временно исполняющий обязанности начальника Главного управления научно-исследовательской деятельности и технологического сопровождения передовых технологий (инновационных исследований) Министерства обороны Российской Федерации.
В соответствии с Указом Президента Российской Федерации от 3 мая 2019 года № 203 назначен на должность начальника Главного управления научно-исследовательской деятельности (ГУНИД МО РФ).
Принимал участие в 50 научно-исследовательских работах, из них в 14 был научным руководителем. Автор 165 публикаций. Действительный член Академии военных наук. Член Специального экспертного совета по военной науке и технике Высшей аттестационной комиссии при Министерстве образования и науки России. Доктор военных наук. Профессор.

## Награды
- Орден «За военные заслуги»;[1]
- Медаль ордена «За заслуги перед Отечеством» II степени;
- Медаль «Участнику военной операции в Сирии»;
- Медаль «За отличие в военной службе» III, II, I степени
- Медаль «За воинскую доблесть» 1-й степени
- Медаль «За укрепление боевого содружества»
- Медаль «200 лет Министерству обороны»
- Медаль «За отличие в военной службе» 1-й степени
- Медаль «За безупречную службу» 2-й степени
- Медаль «За безупречную службу» 3-й степени
- Медали СССР;
- Медали РФ;
- Заслуженный военный специалист Российской Федерации